# Нагиев, Дмитрий Владимирович
Дми́трий Влади́мирович Наги́ев (род. 4 апреля 1967, Ленинград) — советский и российский шоумен, актёр театра, кино, телевидения, озвучивания и дубляжа, теле- и радиоведущий (ведущий развлекательных программ), певец и музыкант.

## Происхождение
Дед по отцу — Николай (Гулам), после Первой мировой войны со своими родителями — иранцами бежал из Ирана в Ашхабад. По дороге родители умерли от голода, и мальчик попал в туркменский детский дом, где ему дали азербайджанскую фамилию Нагиев в честь людей, которые его туда привели, а также новое имя — Николай. Владел туркменским и арабским языками, но говорил по-русски, умер от гангрены, когда Дмитрию Нагиеву было 9 лет. Бабушка по отцу — Гертруда Цопке, служила балериной в кордебалете Большого театра, после свадьбы переехала в Ашхабад. Наполовину немка, наполовину латышка. Её предками были латыши с фамилией Лейе и немцы с фамилией Цопке; после смерти мужа переехала к сыну в Ленинград.
Отец — Владимир Николаевич Нагиев, проживая в Ашхабаде, до 17 лет играл в театре Красной Армии, но его не приняли в театральный вуз. Впоследствии работал на Ленинградском оптико-механическом заводе. В Ленинграде познакомился со своей первой женой Людмилой Захаровной. После развода вместе с матерью переехал в комнату на Ярославском проспекте.
Дед по матери — первый секретарь Петроградского райкома КПСС. Во время Великой Отечественной войны участвовал в бою на Невском пятачке, был ранен: пуля вошла в 3-4 сантиметрах от сердца и вышла из спины. После выздоровления он вернулся на фронт. В своих программах Дмитрий часто упоминает деда Захара, цитируя его фразы (или приписывая ему собственные). Бабушка по матери — Людмила Ивановна, пела в Кировском театре.
Мать — Людмила Захаровна Нагиева (1938 — 30 октября 2015) — филолог, преподаватель, доцент на кафедре иностранных языков в Военной академии связи (Санкт-Петербург).
Младший брат — Евгений Нагиев (род. 1 июля 1971), предприниматель, владелец автомойки и сети мини-отелей. Увлекается гонками. Служил в милиции в РОВД в Санкт-Петербурге. Уволившись, работал начальником охраны на большой ночной дискотеке в кинотеатре «Художественный». Работал инструктором по бодибилдингу, тренировал старшего брата, снимался в сериале «Крот».
Тётя — Надежда Захаровна, пела в хоре Сандлера.
Сам Дмитрий Нагиев называет себя «русским православным человеком».

## Биография
Дмитрий Нагиев родился 4 апреля 1967 года в Ленинграде. В юности занимался самбо и дзюдо (мастер спорта) под руководством Виктора Горлова и Аркадия Ротенберга, спортивной гимнастикой, в 1980-е годы завоевал звание чемпиона СССР по самбо среди юниоров.
После школы поступил в Ленинградский электротехнический институт на факультет автоматики и вычислительной техники. Во время учёбы работал, а потом начал заниматься фарцовкой. Когда был задержан правоохранительными органами с валютой, он, чтобы избежать уголовного преследования, ушёл на военную службу в ряды Советской армии. Как спортсмен был направлен в спортивную роту, но там не оказалось секции самбо, поэтому Нагиев отправился служить в войска ПВО под Вологду.
После армии поступил в Ленинградский государственный институт театра, музыки и кинематографии. Занимался в актёрской мастерской Bладимира Петрова вместе с Игорем Лифановым и Алексеем Климушкиным. В сентябре 1990 года во время репетиции выпускного спектакля у Нагиева случился приступ, машина «скорой помощи» срочно доставила его в больницу, где врачи поставили диагноз паралич лицевого нерва; потребовалось полгода, чтобы вылечиться, но «фирменный» прищур остался у Нагиева на всю жизнь.
После окончания института в 1991 году работал во Франкфурте-на-Майне в театре «Время», затем был ведущим на радио «Модерн» вместе с Сергеем Ростом, Аркадием Арнаутским и Аллой Селищевой (Алисой Шер), четыре раза признавался лучшим радиоведущим страны. С 1993 по 2001 год исполнял песни и монологи в программе «Радиорулетка» на радио «Модерн» под музыку Бетховена. Был ведущим дискотек в ночных клубах и конкурсов красоты.
С 1996 по 2004 год работал в дуэте со своим коллегой по радио «Модерн» Сергеем Ростом: вместе они снимались в юмористических телесериалах «Осторожно, модерн!», «Полный модерн!», «Осторожно, модерн! 2», были ведущими ток-шоу «Однажды вечером» на СТС и ТНТ, в начале 2000-х годов писали шутки для некоторых команд КВН. Также в 1997 году они снялись в фильме Александра Невзорова «Чистилище», где Нагиев сыграл свою первую главную роль в кино — чеченского полевого командира Дукуза Исрапилова.

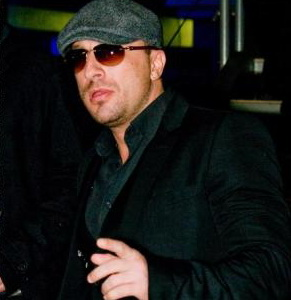
Дмитрий Нагиев в 2009 году

После ухода Роста продолжил сниматься в спин-оффах «Осторожно, Задов!» и «Zадов in Rеалити». С 2000 по 2008 год играл в детективном телесериале «Каменская». С 2012 по 2016 год исполнял роль владельца ресторана «Клод Моне» в сериале «Кухня». С 2013 по 2016 год снимался в сериале «Два отца и два сына». С 2014 по 2017 год играл главную роль в телесериале «Физрук».
Вёл программы «Телекомпакт», «Бремя денег», ток-шоу «Окна», финальное шоу проекта «Дом» на телеканале «ТНТ» (2003). С 2005 года по настоящее время Нагиев является ведущим на «Первом канале». В 2005—2014 годы вёл спортивно-развлекательное шоу «Большие гонки». С 2012 по 2014 и с 2021 года ведёт музыкальное шоу «Две звезды». С 5 октября 2012 года по 30 декабря 2021 года вёл проект «Голос», с 28 февраля 2014 года по 29 апреля 2022 года — проект «Голос. Дети», а с 14 сентября 2018 года по 1 октября 2021 года — проект «Голос. 60+». Также в 2011 году совместно с Натальей Андрейченко и Степаном Ургантом вёл реалити-шоу «Мама в законе» на телеканале «Перец».
В 2004 году исполнил песню «Я её хой» с группой «Русский Размер» и Профессором Лебединским (пародия на песню «Dragostea Din Tei» группы O-Zone). Вместе с «Русским размером» и с Сергеем Рогожиным записал песню «Моя Баттерфляй».
В 2010 и 2011 годах с бывшей женой Алисой Шер провёл церемонии вручения премии радиостанции «Питер FM». С 2012 по 2016 год был постоянным ведущим ежегодной церемонии «Золотой граммофон» в дуэте с Иваном Ургантом. С 20 декабря 2012 года стал новым голосом «Шуток Русского радио», сменив Вадима Галыгина.
С 2013 года участвует в рекламной кампании российского оператора мобильной связи «МТС». В 2014 году снялся в рекламе лекарственного препарата мирамистин. В 2015 году стал рекламным лицом сети ресторанов «Евразия» в Санкт-Петербурге.
Принимал участие в жюри в Высшей лиге КВН.

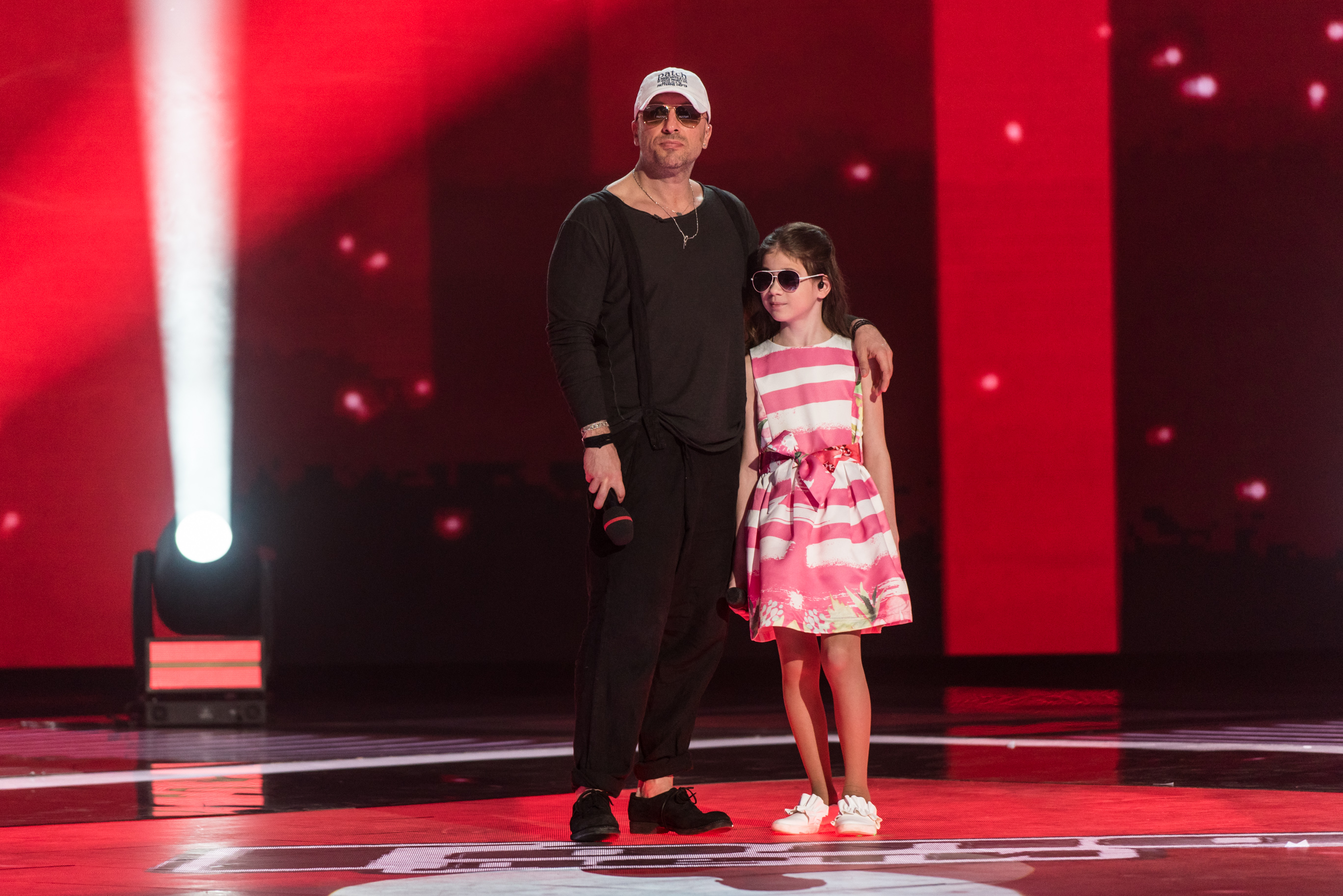
Дмитрий Нагиев в качестве ведущего шоу «Голос. Дети», 2018 год

В 2018 году впервые за 20 лет сыграл драматическую роль — Виталия Калоева в картине «Непрощённый» Сарика Андреасяна:
«Когда я получил сценарий, первый вопрос, который я задал Сарику: „А ты уверен, что это я?“ Клише и амплуа приклеиваются, и недальновидные или не очень смелые режиссёры боятся приглашать артиста с комедийным прошлым»
В марте 2021 года на интернет-платформе Okko состоялась премьера сериала Сарика Андреасяна «Чикатило», в котором Нагиев исполнил главную роль — Андрея Чикатило. В декабре в российский прокат вышла криминальная комедия Петра Буслова «БУМЕРанг» с Дмитрием в главной роли, а в начале января 2022 года — романтическая комедия «Свингеры».
В августе 2022 года Дмитрий Нагиев решил взять творческую паузу и не будет вести «Голос 60+», его заменила Лариса Гузеева. Также он не будет вести «Голос. Дети» и «Голос», его заменила Яна Чурикова.
В январе 2024 года подал заявку в Роспатент на регистрацию своего имени в качестве бренда.

## Личная жизнь
Во время учёбы на 2-м курсе театрального института встречался с Ларисой Гузеевой.
Жена (с 1986 по 2010 год) — Алла Анатольевна Нагиева (в девичестве Селищева; род. 18 июня 1966), известна под псевдонимом Алиса Шер. Радио- и телеведущая, писательница, журналистка. Алиса Шер после развода выпустила мемуары «Я была женой Нагиева».
Старший сын — Кирилл Нагиев (род. 31 августа 1989), актёр театра и кино, телеведущий. Младший сын — Марк, живёт в Санкт-Петербурге.
Вместе со старшей сестрой и её мужем содержат конюшню под Санкт-Петербургом, выкупая лошадей, предназначенных на убой.
Болеет за петербургский «Зенит».
В 2016 году стал самым обеспеченным актёром в России по версии журнала Forbes. Его доход за год составил $3,2 млн.

## Общественная позиция
Дмитрий Нагиев — председатель правления «Благотворительного фонда Дмитрия Нагиева „Анна“».
В 1996 году возглавлял молодёжное отделение предвыборного штаба кандидата в губернаторы Санкт-Петербурга Анатолия Собчака, вместе с ним и первым заместителем председателя правительства Санкт-Петербурга Владимиром Путиным ездил по городу и проводил агитацию, раздавая народу сигареты, гречку, тушёнку, сахар и другие продукты.

По мнению Нагиева, высказанному в интервью Юрию Дудю, в России должны быть ограничены сроки правления представителей власти: 
«Есть написанный срок, сколько раз ты можешь ходить во власть. Хотя, как выясняется, одно слово „подряд“ — и смысл меняется. Вот я не считаю, что нужно ходить во власть столько, сколько тебе заблагорассудится». 
Нагиев осуждает современников, использующих в своей речи лозунги «На Берлин» и «Можем повторить».
В начале марта 2022 года актёр снялся на видео под хит Бориса Гребенщикова «Поезд в огне». «Я вас люблю, несмотря на терпкий вкус утерянных надежд, — заверил телеведущий. — Как говорил мой дед, перед Причастием: „Что ж я, старый, натворил?“». Затем Нагиев заявил, что не будет покидать Россию. «Дима дома», — сказал он. А в апреле шоумен обнародовал своё чёрно-белое фото со словами: «Может хватит».

Нагиев отказался вести церемонию награждения премии «Муз-ТВ» в 2023 году. 
«Придёт время, мы поработаем и наградим действительно лучших музыкантов. А пока, как говорил мой дед, „шиш вам, а не ярмарка мёда в Лужниках“», — говорит актёр.

## Творчество

### Театр
- «Милашка» — мюзикл по мотивам фильма «Тутси» в постановке Льва Рахлина — главная роль[51]
- «Кыся» (режиссёр Лев Рахлин) —  главная роль — кот Мартын, он же Кыся[52][53]
- «Эротикон» (режиссёр Лев Рахлин) — 6 персонажей[54]
- «Территория» (сюжет — война в Чечне) (режиссёр Лев Рахлин) — главная роль[55]

## Фильмография
| Год       |     | Название                                                 | Роль                                                                                |
| --------- | --- | -------------------------------------------------------- | ----------------------------------------------------------------------------------- |
| 1990      | ф   | Палач                                                    | бармен                                                                              |
| 1992      | ф   | Дитя                                                     | эпизод                                                                              |
| 1992      | мтф | Рэкет                                                    | задержанный в камере (вторая серия)                                                 |
| 1995      | тф  | Экспресс до Пекина / Bullet to Beijing                   | чеченский террорист                                                                 |
| 1996—1998 | с   | Осторожно, модерн!                                       | разные роли                                                                         |
| 1997      | в   | Чистилище                                                | Дукуз Исрапилов, чеченский полевой командир                                         |
| 1998      | ф   | Бобака Саскервилей                                       | Саскервиль                                                                          |
| 1999—2011 | с   | Каменская                                                | Михаил Лесников                                                                     |
| 2000      | ф   | Дом Надежды                                              | Марио, итальянец, приехавший в Россию за невестой                                   |
| 2001—2004 | с   | Осторожно, модерн! 2                                     | прапорщик Задов / Пашка Задов / Зина Тракторенко / Степан Сморковичев и др.         |
| 2001—2002 | с   | Крот                                                     | Вахтанг Георгиевич Маргеладзе, криминальный авторитет (прототип Отари Квантришвили) |
| 2001      | с   | Убойная сила (сезон 3)                                   | Марат, криминальный авторитет                                                       |
| 2002      | с   | Камера, мотор!                                           | режиссёр                                                                            |
| 2002      | тф  | Русский спецназ                                          | Омар, главарь международной группировки «Великий джихад»                            |
| 2003      | ф   | Игра без правил                                          | Виктор Цикалов, директор ночного клуба                                              |
| 2003      | ф   | С ног на голову                                          | Ильин, продюсер                                                                     |
| 2004      | с   | Спецназ по-русски 2                                      | Омар, главарь международной группировки «Великий джихад»                            |
| 2004      | с   | Ералаш                                                   | учитель рок-музыки                                                                  |
| 2004—2006 | с   | Осторожно, Задов!                                        | прапорщик Задов / сын Пашка / мент Эдик и др.                                       |
| 2005      | ф   | Али-Баба и сорок разбойников                             | Хасан, атаман разбойников                                                           |
| 2005      | с   | Мастер и Маргарита                                       | Иуда из Кириафа / барон Майгель                                                     |
| 2005      | с   | Охота на изюбря                                          | Моцарт, криминальный авторитет города Ахтарска                                      |
| 2005      | с   | Бальзаковский возраст, или Все мужики сво…               | Гурий Васильевич Дрымов, известный режиссёр                                         |
| 2005      | ф   | Новогодний киллер                                        | киллер Скрипач / его брат-близнец Писюков                                           |
| 2005      | ф   | Первый скорый                                            | дворник / официантка / кассирша / начальник вокзала / носильщик                     |
| 2005      | с   | Семья                                                    | камео                                                                               |
| 2006      | ф   | Слабости сильной женщины                                 | Стас                                                                                |
| 2006      | с   | Сонька — Золотая ручка                                   | Солодов, комендант Сахалинской каторги                                              |
| 2006      | ф   | Первый дома                                              | прислуга / старик / подросток / домохозяйка / алкаш                                 |
| 2007      | с   | На пути к сердцу                                         | Александр Некрасов, клоун с больным сердцем                                         |
| 2007      | ф   | Парадокс                                                 | директор НУИНУ                                                                      |
| 2007      | с   | Савва Морозов                                            | Красин                                                                              |
| 2007      | ф   | Скалолазка и Последний из Седьмой колыбели               | полковник Бейкер                                                                    |
| 2007      | ф   | Роковое сходство                                         | Виктор Рыков, музыкальный продюсер                                                  |
| 2007      | ф   | Нулевой километр                                         | Сергей Борисович (Носатый), криминальный бизнесмен                                  |
| 2008      | ф   | Возвращение мушкетёров, или Сокровища кардинала Мазарини | Леон дю Валлон, капитан, сын Портоса                                                |
| 2007      | ф   | Самый лучший фильм                                       | прапорщик                                                                           |
| 2008      | ф   | Новогодняя ночь на Первом канале                         | агент мафии                                                                         |
| 2008      | с   | Счастливы вместе                                         | дьявол                                                                              |
| 2008      | с   | ГИБДД и т. д.                                            | Илья, угонщик автомобилей                                                           |
| 2008      | с   | Женская лига                                             | камео                                                                               |
| 2009      | ф   | ЛОпуХИ: Эпизод первый                                    | француз по прозвищу Ален Делон                                                      |
| 2009      | ф   | Самый лучший фильм 2                                     | Геннадий Малахов / Афанасий Узда, целитель-отшельник / Шпайзман, ювелир-оценщик     |
| 2009      | с   | Катя: Военная история                                    | Григорий, староста                                                                  |
| 2009      | с   | Город соблазнов                                          | Лаврентий Павлович «Доберман»                                                       |
| 2009      | ф   | Последний вагон                                          | снимался                                                                            |
| 2009      | ф   | Если бы да кабы                                          | Бедо                                                                                |
| 2009      | ф   | Савва Морозов                                            | Леонид Красин                                                                       |
| 2009      | ф   | Русский крест                                            | Яковлев, капитан НКВД                                                               |
| 2009      | док | Чистосердечное признание. Игорь Старыгин                 | Имя персонажа не указано                                                            |
| 2010      | ф   | Муж моей вдовы                                           | Альберт Кастанди                                                                    |
| 2010      | ф   | Робинзонка                                               | Павел                                                                               |
| 2010      | с   | Застывшие депеши                                         | майор Александр Петрович Громов (Инженер)                                           |
| 2010      | с   | Столица греха                                            | Роман Петрович («Ромео»), продюсер, хозяин модельного агентства                     |
| 2011      | ф   | Два пистолета. Неуловимый Бриллиант                      | бандит по прозвищу Бриллиант                                                        |
| 2011      | с   | Бежать                                                   | Илья Викторович Мохов, старший следователь прокуратуры                              |
| 2011      | с   | Правила маскарада                                        | Игорь Викторович Дружинин                                                           |
| 2011      | мтф | Маяковский. Два дня                                      | Давид Бурлюк, российский поэт и художник                                            |
| 2011      | с   | Пилот международных авиалиний                            | Емельян Стрешнёв, майор службы наркоконтроля                                        |
| 2012—2016 | с   | Кухня                                                    | Дмитрий Нагиев, хозяин ресторана «Claude Monet»                                     |
| 2012      | ф   | Мужчина с гарантией                                      | Владимир Николаевич Лапутёв, конкурент Ирины Соболевой                              |
| 2012      | док | Осторожно, Нагиев!                                       | в роли самого себя                                                                  |
| 2013      | ф   | Что творят мужчины!                                      | организатор конкурса                                                                |
| 2013      | ф   | Курьер из «Рая»                                          | Игорь Борисович Орловский, аферист                                                  |
| 2013      | ф   | Полярный рейс                                            | Юрий Николаевич, главный врач                                                       |
| 2013—2016 | с   | Два отца и два сына                                      | Павел Михайлович Гуров, актёр                                                       |
| 2014      | с   | Контуженый                                               | Тарас Михайлович Тотовец, отец Кати                                                 |
| 2014      | ф   | Территория Джа                                           | переговорщик                                                                        |
| 2014—2017 | с   | Физрук                                                   | Олег Евгеньевич Фомин («Фома»)                                                      |
| 2014      | ф   | Кухня в Париже                                           | Дмитрий Нагиев, хозяин ресторанов «Claude Monet» и «Avrora»                         |
| 2014      | док | Люди Пятницы. Дмитрий Нагиев                             | в роли самого себя                                                                  |
| 2014      | док | Голос Нагиева                                            | в роли самого себя                                                                  |
| 2015      | ф   | Клетка                                                   | Мозер, ростовщик                                                                    |
| 2015      | ф   | Гороскоп на удачу                                        | астролог                                                                            |
| 2015      | ф   | Одной левой                                              | Максим, скульптор                                                                   |
| 2015      | ф   | Охота на бизонов                                         | Имя персонажа не указано                                                            |
| 2015      | ф   | Самый лучший день                                        | Петя Васютин, сотрудник ДПС                                                         |
| 2016      | ф   | Всё о мужчинах                                           | Отелло                                                                              |
| 2016      | ф   | Как ангел (не был завершён)                              | Имя персонажа не указано                                                            |
| 2016      | ф   | Чародеи (не был завершён)                                | директор НУИНУ                                                                      |
| 2017      | ф   | Кухня. Последняя битва                                   | Дмитрий Нагиев, ведущий кулинарного Чемпионата мира                                 |
| 2017      | ф   | Ёлки новые                                               | Юрий Семёнович Внуков                                                               |
| 2017      | ф   | Очередная комедия про неудачника                         | преподаватель Универа                                                               |
| 2018      | ф   | Непрощённый                                              | Виталий Калоев                                                                      |
| 2018      | ф   | Ёлки последние                                           | Юрий Семёнович Внуков                                                               |
| 2019      | ф   | Бабушка лёгкого поведения 2. Престарелые мстители        | олигарх Бородин                                                                     |
| 2019      | с   | Кухня. Война за отель                                    | Дмитрий Нагиев, владелец «Казино Сочи»                                              |
| 2019      | с   | СеняФедя                                                 | Дмитрий Нагиев                                                                      |
| 2019      | ф   | Девушки бывают разные                                    | Хуан                                                                                |
| 2020      | ф   | Спасите Колю                                             | Михаил Иванович Матушкин                                                            |
| 2020      | ф   | Гудбай, Америка!                                         | Георгий                                                                             |
| 2020      | с   | Кухня. Война за отель 2                                  | Дмитрий Нагиев, владелец «Казино Сочи»                                              |
| 2020      | с   | Нагиев на карантине                                      | в роли самого себя                                                                  |
| 2020      | с   | Как поспорили Дмитрий Нагиев и Сергей Бурунов            | в роли самого себя                                                                  |
| 2021      | ф   | Не лечи меня                                             | чиновник                                                                            |
| 2021      | ф   | Прабабушка лёгкого поведения. Начало                     | Николай Александрович Нипель                                                        |
| 2021      | с   | Нагиев на каникулах                                      | в роли самого себя                                                                  |
| 2021—2022 | с   | Чикатило                                                 | Андрей Чикатило                                                                     |
| 2021      | с   | В активном поиске                                        | Андрей                                                                              |
| 2021      | ф   | БУМЕРанг                                                 | Эдик                                                                                |
| 2021      | ф   | Внутри Лапенко или «Убийство в гнезде Фазана»            | господин N                                                                          |
| 2022      | ф   | Свингеры                                                 | Игорь                                                                               |
| 2022      | ф   | Папы                                                     | доктор Волков                                                                       |
| 2022      | ф   | Мой папа — вождь                                         | Володя                                                                              |
| 2022      | ф   | На ощупь                                                 | Виктор                                                                              |
| 2023      | ф   | О чём говорят мужчины. Простые удовольствия              | камео                                                                               |
| 2022      | ф   | 12 стульев (в производстве)                              | Остап Бендер                                                                        |
| 2023      | ф   | Эскортница                                               | полковник                                                                           |
| 2023      | с   | Кино про бандитов                                        | актёр                                                                               |
| 2023      | ф   | Новый год в Берёзовке!                                   | Аллигатор                                                                           |
| 2023      | ф   | Зять                                                     | Антон                                                                               |
| 2024      | с   | Тень Чикатило                                            | Андрей Чикатило                                                                     |
| 2024      | с   | Кто быстрее?                                             | Кекчуп                                                                              |
| 2024      | ф   | Папу маме заверните                                      | Юрий Черкасов                                                                       |
| 2024      | кор | Где второй носок?                                        | Конспиролог                                                                         |
| 2024      | ф   | Ёлки 11                                                  | Юрий Семёнович Внуков                                                               |
| 2025      | с   | Актёрище                                                 | актёр Вячеслав Третьяков                                                            |
| 2025      | с   | Злые люди                                                | Евдоким Нефедьев                                                                    |
| 2025      | ф   | Колбаса                                                  | Иван Копытов                                                                        |
| 2025      | ф   | Отель мечты                                              | Имя персонажа не указано                                                            |
| 2025      | с   | Санкционер                                               | Василий Баранов                                                                     |
| 2026      | ф   | Королёк моей любви                                       | Имя персонажа не указано                                                            |

#### Съёмка в клипах
- «Твой поезд ушёл» с Еленой Вилючинской (1998)[58]
- «Родина» с группой «Русский Размер» (2006)
- «Метель» с Еленой Васильевой (2007)[59]
- «My Moscow Love» с Ариной и группой «Размер Project» (2012)[60]
- «Любовь тебя найдёт» с Полиной Гагариной (2015)[61]

### Телевидение и радио
| Телепрограммы, премии, фестивали |
| --- |
| 1995 — 2002 — «Телекомпакт» (Пятый канал) |
| 1996 — 1998 — «Осторожно, модерн!» — разные роли (с Сергеем Ростом, Шестой канал, «СТС») |
| 1997 — 2002 — «Однажды вечером» (с Сергеем Ростом, «СТС» (1997—1999), «ТНТ») |
| 1999 — 2000 — «Полный модерн!» — мент Рылов и др. (с Сергеем Ростом, «РТР») |
| 2001 — «Коллекция приключений» («Шестой канал») |
| 2001 — 2004 — «Осторожно, модерн! 2» — прапорщик Задов / Пашка Задов / Танька Задова / Зина Тракторенко / Степан Сморковичев и др. (с Сергеем Ростом, «СТС») |
| 2002 — 2005 — «Окна» («СТС» (2002), «ТНТ») |
| 2003 — «Бремя денег» («ТНТ») |
| 2003 — «Дом» (финальный выпуск, «ТНТ») |
| 2003 — «Поколение СТС» («СТС») |
| 2004 — «Дом-2» (с Ксенией Собчак, «ТНТ») |
| 2004 — 2006 — «Осторожно, Задов!» — прапорщик Задов / сын Пашка / мент Эдик и др. («СТС») |
| 2005 — «В субботу вечером» («СТС») |
| 2005 — 2014 — «Большие гонки» («Первый канал») |
| 2006 — «Кинонаграды MTV Россия» (с Милой Йовович, «MTV Россия») |
| 2006 — «Выпускной бал в Кремле» (c Яной Чуриковой, «Первый канал») |
| 2006 — «Кто хочет стать миллионером?» — участник игры (до 2009 года) |
| 2006 — 2007 — «Zadov In ReaLити» — прапорщик Задов / Алик Ге / мент Эдик / Зинаида / сын Пашка («РЕН ТВ») |
| 2006 — 2007 — «Большой спор» («Первый канал») |
| 2007 — «Властелин горы» («Первый канал», «Новый канал») — комментатор |
| 2009 — «Битва экстрасенсов» на украинском канале «СТБ» (приглашённая знаменитость) |
| 2009 — 2021 — «Новогодняя ночь на Первом канале» («Первый канал») |
| 2010 — «Минута славы» (новогодний гала-концерт, с Филиппом Киркоровым, «Первый канал») |
| 2011 — «Золотой орёл» (с Мариной Александровой, «Россия-1») |
| 2011 — «Все свои (укр. Всі свої)» на украинском канале «Интер» и международной версии канала «Интер+» (первый сезон) |
| 2011 — Мама в законе (с Натальей Андрейченко и Степаном Ургантом, «Перец») |
| 2011 — 2022 — КВН (член жюри, принял участие в конкурсе «СТЭМ со Звездой» с командой «Парапапарам») |
| 2012 — 2023 — «Две звезды» (с Нонной Гришаевой, позже — с Анастасией Заворотнюк, с 2021 года — с Жанной Бадоевой, «Первый канал») |
| 2012 — «Без башни» («СТС», член жюри) |
| 2012 — «Каникулы в Мексике» (ведущий итоговых выпусков, с Дианой Макиевой, «MTV Россия») |
| 2012 — 2021 — проект «Голос» на «Первом канале» |
| 2012 — 2016 — «Золотой граммофон» (с Иваном Ургантом, «Первый канал») |
| 2012 — 2019 — «Голос. На самой высокой ноте» («Первый канал») |
| 2013 — «Супердискотека 90-х» (в паре с Даной Борисовой) |
| 2013 — Armenia Music Awards 2013 (с Лусине Товмасян, «Армения 1») |
| 2014 — 2022 — «Голос. Дети» (с Натальей Водяновой (первый сезон), Анастасией Чеважевской (второй сезон), Валерией Ланской (третий сезон), Светланой Зейналовой (четвёртый сезон), Агатой Муцениеце (пятый, седьмой—девятый сезоны), Аглаей Шиловской (шестой сезон; «Первый канал», «Карусель») |
| 2014 — 2018 — «Голос. Дети. На самой высокой ноте» («Первый канал») |
| 2014 — ТЭФИ-2014 (с Ларисой Вербицкой, «Россия-1») |
| 2014 — Международный музыкальный фестиваль «Белые ночи Санкт-Петербурга» («Первый канал») |
| 2015 — Юбилейный концерт оркестра «Фонограф» (с Юрием Николаевым, «Первый канал») |
| 2015 — «Большая кухня» (с Дмитрием Кожомой, «СТС») |
| 2016 — 2021 — «Премия Муз-ТВ» |
| 2016 — «Высшая лига. Премия Нового радио» («НТВ») |
| 2017 — «#первые50». Юбилейный концерт Сергея Жилина и оркестра «Фонограф» («Первый канал») |
| 2017 — «Победитель» («Первый канал») |
| 2017 — 2018 — «Национальная телевизионная премия „Дай пять!“» (с Юлией Топольницкой, «СТС») |
| 2017 — «Новый год, дети и все-все-все!» («СТС») |
| 2018 — 2021 — «Голос. 60+» («Первый канал») |
| 2018 — 2019 — «Голос. 60+. На самой высокой ноте» («Первый канал») |

#### Радио
- «Радиорулетка» (с Аркадием Арнаутским, 1993—1998, «Модерн»; 2000, «Петербург-Ностальжи»)
- Марафон «104 часа» («Модерн», 1997)
- Шутки на «Питер FM» (2011)
- Шутки на «Русском радио» (2012—2024)

### Озвучивание мультфильмов
| Год  |    | Название                             | Роль        |
| ---- | -- | ------------------------------------ | ----------- |
| 2012 | мф | Снежная королева                     | воспитатель |
| 2014 | мф | Три богатыря. Ход конём              | Дуб         |
| 2016 | мф | Смешарики. Легенда о золотом драконе | Дизель      |
| 2016 | мф | Синдбад. Пираты семи штормов         | Антиох      |

### Дубляж
| Год  |    | Название        | Роль |
| ---- | -- | --------------- | ---- |
| 2012 | мф | Гладиаторы Рима | Тим  |
| 2015 | мф | Головоломка     | Гнев |

### Дискография
- 1998 — «Полёт в никуда» (с Анной Самохиной и группой «Трубный зов»)
- 2006 — «Серебро» (с группой «Размер Project»)
- 2025 — «Всё пройдёт» (с группой «Моя Мишель»)[67]

## Награды

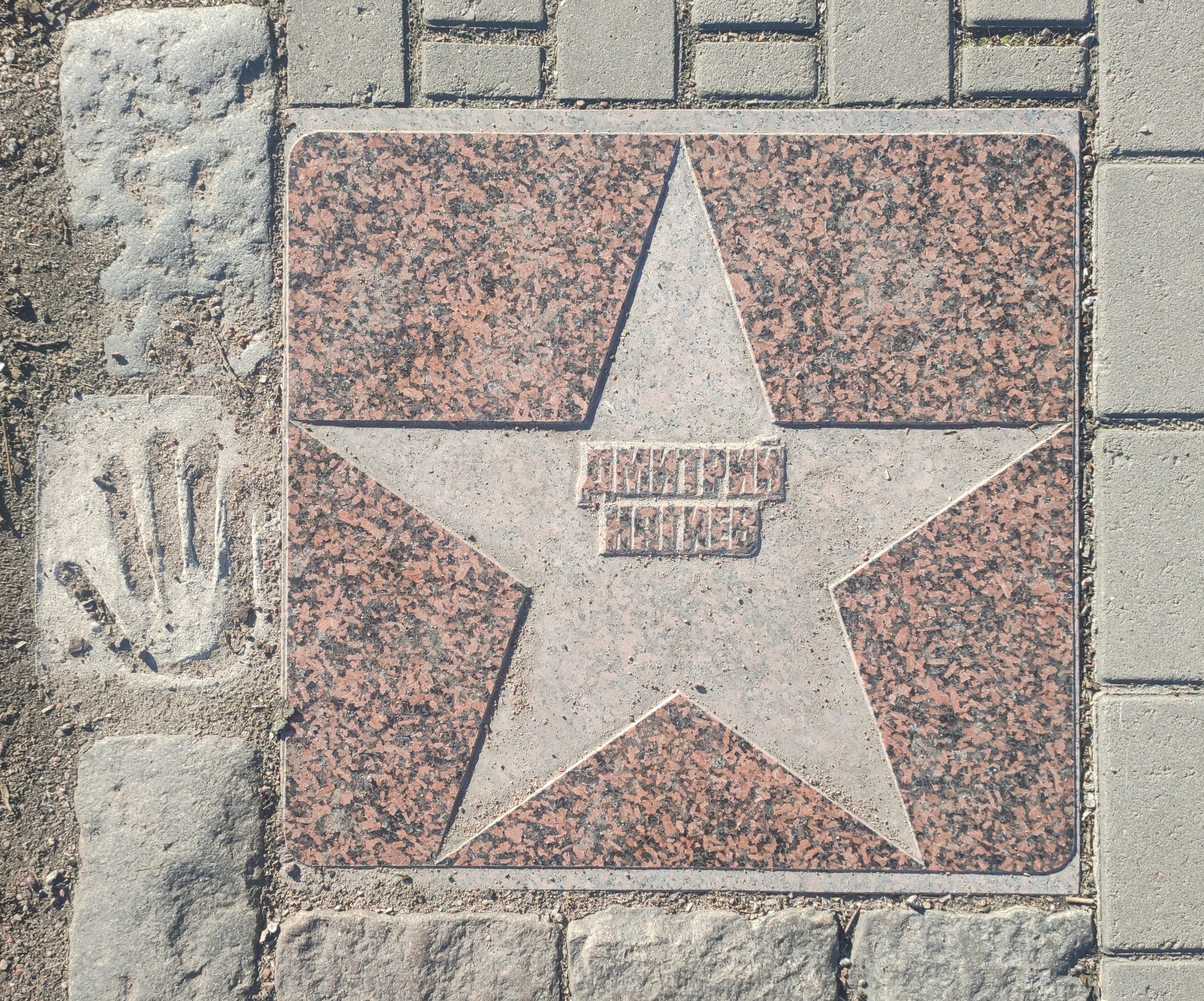
Звезда Дмитрия Нагиева на Аллее актёрской славы в Выборге

- 2018 — Первый открытый фестиваль популярных киножанров «Хрустальный источникъ» (Ессентуки) — приз «За лучшую мужскую роль» (за роль Виталия Калоева в фильме («Непрощённый»)[68][69]